# Famille de Brocas de Lanauze
Pour les articles homonymes, voir Brocas (homonymie).
La famille de Brocas de Lanauze est une famille de la noblesse du Bazadais, de l'Agenais et du Marsan.

## Histoire

### Origine
Elle tire son nom de la seigneurie de Brocas. Depuis le XIe siècle, différentes familles sont connues avec le patronyme de Brocas (et ses variantes). Elles se répandent à l'intérieur des frontières de la Guyenne et de la Gascogne   depuis leur première installation dans le proche voisinage des sires d'Albret. Nous retrouvons depuis, différentes branches du nom de Brocas, toutes présumées être du même lignage, dont la  famille de Brocas de Beaurepaire et Roche Court. Les Brocas gravitent dans le sillage de la Maison d'Albret ; des Vicomtes de Béarn  qu'ils suivent à la Première croisade puis en Espagne lors de la Reconquista ; des Vicomtes de Marsan (dont relève Brocas) ; des familles de Gabarret seigneurs de Langon ; de Bouville (Beauville), vicomtes de Bezaumes ; et des premiers seigneurs de Benauges dans l'Entre-deux-Mers. À l'intérieur des frontières de la Guyenne et de la Gascogne, sont cités des personnages du nom de Brocas, Broca et Broqua dès le début du XIIe siècle. Le premier personnage du nom est attesté dès le XIe siècle. Puis au XIIe siècle, ils  sont trouvés à Duras et La Réole ; dans le Gers. Puis à partir du XIIIe siècle à Barsac ; à Sault-de-Navailles ; à Orthez ; à Saint-Sever. Au XIVe siècle à Rions ; à Arbanats ; à Fronsac ; en Angleterre. Cette Maison de Brocas et ses différentes branches au cours des siècles font partie intégrante de l'histoire de l'Aquitaine et de l'Angleterre.

### Suite
Branche de la Maison de Brocas issue de Colin de Brocas, ami et capitaine Huguenot d'Henri IV. Colin de Brocas sera marié à Anne de Noguères, le 9 décembre 1577. La famille de Brocas de Lanauze était installée principalement au château de Carnine, à Beauziac, près de Casteljaloux. La ville de Casteljaloux est très liée à l'histoire de plusieurs membres de cette famille. Cette branche de Brocas de La Nauze se convertira finalement au Catholicisme en abjurant le Protestantisme. Ils reçurent Louis XIII, Louis XIV et Marie de Médicis dans leurs maisons. Ils furent également des serviteurs indéfectibles de la Couronne de France et restèrent fidèles au Légitimisme durant tout le XIXe siècle. Le 11 mars 1814, Pierre-Henry II de Brocas de La Nauze (1762-1824), eut l'honneur d'accompagner le duc d'Angoulême, Louis de France (1775-1844) à son entrée dans la ville de Bazas, lors de son retour en France, et fut décoré à cette occasion de la Décoration du brassard de Bordeaux. Il avait émigré en juillet 1791 (Émigration française (1789-1815)). Il fit la campagne de 1792 dans le corps des Mousquetaires (2e compagnie noble d'ordonnance). Il demeura en émigration jusqu'à l'amnistie sous Louis XVIII. Elle semble aujourd'hui éteinte.

## Possessions
- Château de Carnine à Beauziac. Principale deumeure.
- Château de Malevirade.
- Maison forte de Tampouy ; Le Frêche, Landes. Domaine d'Ognoas, Conseil Général des Landes, Arthez-d'Armagnac.
- Château de Sauros à Birac.
- Les Greézères à Coimères près du château de Roquetaillade)
- La Flotte dans la commune de Pompéjac, (Bazas) près du château de Cazeneuve.
- Sauméjan.
- Montpouillan, Baron (noblesse) de Montpouillan.
- Le Puch (Puch-d'Agenais).
- Château de Lussan[18] à Aubiet dans le Gers (département).
- La Nauze en Agenais.
- Château de Courmelois[18] à Beaumont-sur-Vesle. Marne (département).
- Casteljaloux.

## Personnalité
- Maurice Brocas

## Armes
- Parti, au 1er du parti, écartelé, aux 1 et 4, d'azur, à la bande d'argent, chargée de 3 étoiles de gueules ; aux 2 et 3, d'argent, au chevron de gueules, entrelacé dans un croissant de sinople ; au 2 du parti, d'argent, à 3 fasces de gueules, au lion d'or brochant sur le tout (Brocas de Lanauze).

Blasons des différentes branches issues de Colin de Brocas : 
- D'argent, à 3 fasces de gueules, au lion d'or brochant sur le tout[19]. Branche des seigneurs de Tampouy (Le Frêche) ; Maubert ; Villa ; La Mothe[20] ; Thibaut.
- D'azur, à la bande d'argent, chargée de 3 étoiles de gueules.
- Ecartelé, aux 1 et 4, d'azur, à la bande d'argent, chargée de 3 étoiles de gueules ; aux 2 et 3, d'argent, au chevron de gueules, entrelacé dans un croissant de sinople.
- D'argent à 3 étoiles d'azur rangées en bande[21].
- Ecartelé au 1 et 4, d'argent à 3 étoiles d'azur rangées en bande ; au 2 et 3, de Gueules à deux tenailles d'or[22].

## Filiation
L'auteur du Nobiliaire de Guienne et Gascogne, Monsieur O'Gilvy, précisait dans l'article sur la famille de Brocas de La Nauze qu'il est à propos d'observer que son nom s'est écrit indifféremment : de Broquas, de Brocquas, du Brocas, de Broca et Dubroca ou Dubrocas.

Cette généalogie débute avec Guillaume de Brocas (1448-vivant en 1495), Chevau-léger de la garde du roi Charles VIII (roi de France). Son existence est attestée par un passeport pour congé de quatre mois daté du 20 novembre 1495, en possession de la famille de Brocas de Lanauze (original sur parchemin) qui justifia les différentes maintenues de noblesse des branches de cette famille.
```
1448 I-Guilhem de Brocas.
        x Épouse?
1566    └─> II-Arnaud de Brocas habitant Figuès (juridiction de Bouglon, en Bazadois). Mort avant le 
14 février 1566
.
1515           x Marie de Bouffon habitant Casteljaloux (Bazadois), le 
5 mars 1515
, avec l'accord de son père.
1528           x Agnette de France, le 
30 mai 1528
, habitant Marmande
[
24
]
.
1577           └─>1º-Bernard de Brocas (de 
Esquerdes
)
[
25
]
.
               │     x Épouse?
               │     └─> Arnaud de Brocas 
               │     └─> Jean de Brocas
               │     └─> Abel de Brocas
               │     └─> Pierre de Brocas
               │     └─> Jacques de Brocas
               │         +Épouse?
               │         └─> Louis de Brocas
               └─>2º-Augier de Brocas, mort sans descendance
1549 1586      └─>3ºIII-
Colin de Brocas
, (de Figuès)
[
26
]
,
[
27
]
 
1549           │         x Marie du Puy, le 
14 janvier 1549
[
28
]
.
1577 1620      │         x Anne de Noguères, le 
9 décembre 1577
, habitant Sainte-Bazeilhe
[
29
]
,
[
30
]
.
1605 1613      │         └─>1º Jean de Brocas, écuyer, habitant Figuès, avec le consentement de ses frères, Gabriel et Antoine
[
31
]
. 
1612 1638      │         │    x Rose de Vacqué, le 
1
er
 juillet 1612
[
32
]
,
[
33
]
.
1648           │         │    └─>Gabriel, écuyer, seigneur de Tampouy, avec le consentement de sa mère.   
               │         │       x Françoise de Morin, le 
26 novembre 1648
, fille de Jean de Morin, écuyer
1674 1683 1693 │         │       └─> Jean-Étienne de Brocas, écuyer, seigneur de Tampouy
[
34
]
,
[
35
]
,
[
36
]
,
[
37
]
,
1674           │         │           x Marie de Bezolles, le 
4 juillet 1674
[
38
]
.
1716 1725 1758 │         │           └─> Jean-Gabriel de Brocas, seigneur de Tampouy, Saint-Vidou et autres lieux
[
39
]
,
[
40
]
,
[
41
]
,
[
42
]
.
1609           │         └─>2º IV Gabriel de Brocas, écuyer
[
43
]
.
1611           │         │    x Louise de Castaing, 
25 novembre 1611
, demeurant à Casteljaloux
[
44
]
.               
1648           │         │    └─>1º-Nicolas de Brocas, écuyer
[
45
]
, 
1644           │         │    │     x Jeanne Sacriste de Malvirade, le 
27 janvier 1644
[
46
]
, 
1689           │         │    │     └─>A-Antoine de Brocas, écuyer, seigneur de Sauros, en Bazadois
[
47
]
.
1675           │         │    │     │    x Marie de Loches, 
22 septembre 1675
, à Clairac, damoiselle
[
48
]
,
1696           │         │    │     │    └─>Jean-Baptiste de Brocas, seigneur de Sauros
[
49
]
.
               │         │    │     │       x Épouse ?
               │         │    │     │       └─> I-N… de Brocas, mariée à N… de Joly de Bonneau.
               │         │    │     │       └─> II-N… de Brocas, allié à N… de Beraud.
1674           │         │    │     └─> C-Gabriel de Brocas
               │         │    │           x Catherine de Sollier, morte le 
6 février 1674
.
1684           │         │    │           └─>a- Louis de Brocas, sieur du Puch, mort le 
11 février 1684
.
1668           │         │    │           └─>b- Suzanne de Brocas, mariée, le 
5 juin 1668
, à Daniel de Cabanieux, morte le 
31 octobre 1707
.
               │         │    │           └─>c- Louis de Brocas, sieur de La Serre.
1650           │         │    └─>2º Antoine de Brocas, écuyer, sieur de La Flotte
[
50
]
.
               │         │    │    x Marie de Fabry
[
51
]
.
1685           │         │    │    └─>A-Nicolas de Brocas, écuyer sieur de La Flotte
[
52
]
.
1664           │         │    │    └─>B-Louise de Brocas, marié le 
13 décembre 1664
 à Pierre de Chambonneau de Burous
[
53
]
. 
1652           │         │    └─>3º-V Joseph de Brocas, écuyer, sieur de La Nauze et Las Grézères
[
54
]
.
               │         │    │             x Henrye de Brizac, le 
1
er
 février 1655
, fille de Joseph de Brizac
[
55
]
.
1685           │         │    │             └─>1º-Joseph de Brocas, sieur de la Nauze
[
56
]
.
1676           │         │    │             └─>2º- Pierre de Brocas, écuyer
[
57
]
. 
               │         │    │             │      x Jeanne de Baroque, le 
27 septembre 1687
.
1693           │         │    │             └─>3º- Nicolas de Brocas, écuyer, sieur de La Roquette
[
58
]
. 
1701           │         │    │             └─>4º-VI Daniel, écuyer, sieur de Las Grézêres
[
59
]
.
               │         │    │             │        x 1º-Isabeau de Coursan
[
60
]
.
               │         │    │             │        x 2º-Marie de Fourcade, fille de feu noble Sylvestre de Fourcade, écuyer
[
61
]
.
1702           │         │    │             │        └─>1º-VII Pierre-Henri de Brocas
[
62
]
. 
               │         │    │             │        │         x Jeanne du Casse, 
13 mars 1728
, de Casteljaloux
[
63
]
.  
1732           │         │    │             │        │         └─>1º-VIII François de Brocas, écuyer, sieur de La Nauze, né le 
28 février 1732
[
64
]
. 
               │         │    │             │        │         │          x Jeanne-Antoinette du Casse du Mirail, le 
9 août 1758
[
65
]
.
               │         │    │             │        │         │          └─>1º- N… de Brocas, mort célibataire.
1762           │         │    │             │        │         │          └─>2º- IX Pierre-Henry de Brocas, 
II
e
 du nom, écuyer
[
66
]
.
               │         │    │             │        │         │             x Thérèze-Fanny de Mirambet, le 
26 juin 1801
[
67
]
. 
1841           │         │    │             │        │         │             └─>1º- Pierre-Henry de Brocas, mort en bas âge.
               │         │    │             │        │         │             └─>2º- Louis-Hyacinthe de Brocas. Décédé sans alliance ;
1846           │         │    │             │        │         │             └─>3º- X François-Vosy Brocas de la Nauze, écuyer
[
68
]
.
               │         │    │             │        │         │             │       x Mathilde-Marie-Françoise de Villespassans de Faure
[
69
]

1849           │         │    │             │        │         │             │       └─>1º- Guillaume-François-de L'Ile de Brocas de La Nauze
[
70
]
.
1847           │         │    │             │        │         │             │       └─>2º- Thérèze-Théophile-Genevière de Brocas de La Nauze, née à Toulouse le 
28 juin 1847
, morte au château de Saint-Chamaux, en Albigeois, le 
3 janvier 1851
.
1852           │         │    │             │        │         │             │       └─>3º- Antoinette-Marie-Félicie de Brocas de La Nauze, née au château de Carnine le 
29 août 1852
.
               │         │    │             │        │         │             └─>Jeanne-Hébé de Brocas
[
71
]
,
               │         │    │             │        │         └─>2º- Michel de Brocas
[
72
]
.
               │         │    │             │        │         └─>3º- Marc-Antoine de Brocas
[
72
]
.
               │         │    │             │        │         └─>4º- Joseph de Brocas, prêtre, curé de Saint-Sève, près de la Réole.
               │         │    │             │        │         └─>5º- Élisabeth de Brocas, morte célibataire
               │         │    │             │        │         └─>6º- Marie de Brocas, morte célibataire
1752           │         │    │             │        └─>2º- Isabeau-Blanche de Brocas
[
73
]
.
1752           │         │    │             │        └─>3º- Marie I de Brocas
[
73
]
.
1752           │         │    │             │        └─>4º- Marie II de Brocas
[
73
]
.
               │         │    │             └─>5º- Anne de Brocas
[
74
]

               │         │    │             └─>6º- Henry de Brocas, non mariée
               │         │    │             └─>7º- Blanche de Brocas, non mariée
1642           │         │    └─>4º- Rose de Brocas
[
75
]
.
1614           │         └─>3º- Antoine de Brocas, écuyer
[
76
]
,
[
77
]
,
[
78
]
.
               │         │     x Judith de la Mazellière, le 
3 août 1614
.
1643           │         │     └─>A- Bertrand de Brocas, sieur de Maubert
[
79
]
.
               │         │     │    x Marthe de Bacoue, le 
15 mai 1649
.-
[
80
]

1703           │         │     │    └─>a- Jean-Denis de Brocas, écuyer, sieur de Maubert
[
81
]
.
               │         │     │    │    x Marie Augier, le 
14 février 1684
, Marie de Gascq, sa mère, veuve de Pierre Augier.
               │         │     │    │    └─>I- Dame Anne de Brocas, épouse de André Gaston de Ferrand, écuyer.            
               │         │     │    │    └─>II- Dame Louise de Brocas, épouse de Jacques de Gascq, écuyer, sieur de La Salle.
1684           │         │     │    └─>b- Antoinette de Brocas, marié le 
1
er
 mai 1684
[
82
]
.
1649           │         │     └─>B- Gratien de Brocas, écuyer, sieur de La Mothe
[
83
]
,
               │         │     │    x Anne de Solier, le 
13 juillet 1643
, de Casteljaloux, à la paroisse de Figuès, sans postérité
[
84
]
.
1658           │         │     └─>C- Alexandre de Brocas, écuyer, sieur de Villa et de Thibaut.-
[
85
]

               │         │          x Anne de L'Église, 25 mars 1658, veuve
[
86
]
.
               │         │          └─>a- Gabriel de Brocas, qui fut déshérité par sa mère pour être sorti du Royaume contre son gré.
1703           │         │          └─>b- Jean de Brocas, écuyer, sieur de Villa
[
87
]
.
1703           │         │          └─>c- Antoinette de Brocas, non marié le 
10 juillet 1703
[
88
]
.
1703           │         │          └─>d- Marie de Brocas, non marié le 
10 juillet 1703
[
88
]
.
               │         └─>4º- David de Brocas, écuyer, décédé sans enfants.
               │         └─>5º- Rachel de Brocas, mariée à Jean-Denis de Noailhan, écuyer, seigneur de Villeneuve.
               └─>4º- Étienne de Brocas, sans descendance.
```

## Alliances
Elle s'est alliée aux familles : de Bouffon (1515) ; de France (1528) ; du Puy (1549) ; de Noguères (1577) ; de Vacqué (1612) ; de Morin (1648) ; de Bezolles (1683) ; de Gascq ; de Noaillan ; Joly de Bonneau ; de Brizac (1653) ; de Mirambet (1801) ; de Faure de Villepassans de Saint-Maurice (1846) ; de Barthélemy d'Hastel (1879) ; Famille de Roquemaurel (1876) ; de Bentzmann (1883).

## Pour approfondir